# تسطیح زمین

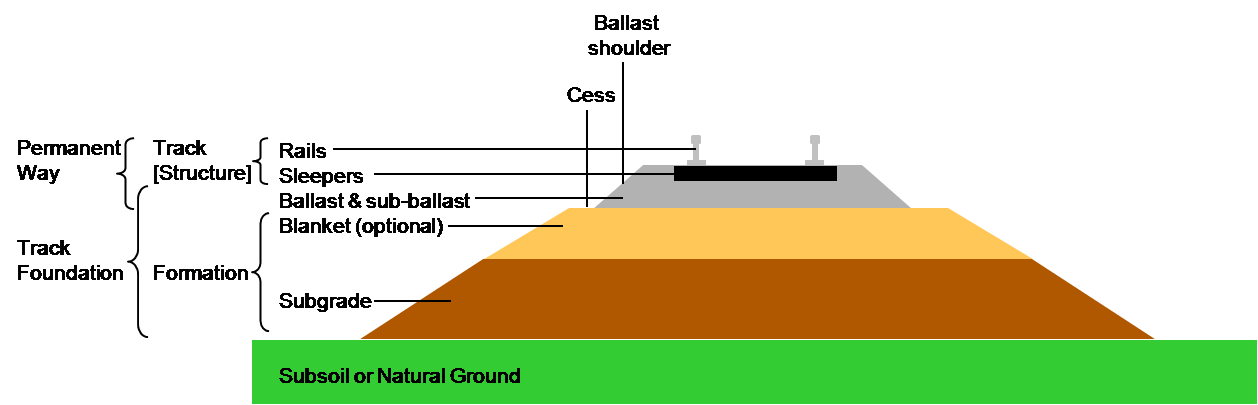
بخشی از مسیر راه‌آهن و پایه‌های آن که درجه فرعی را نشان می‌دهد

تسطیح زمین (به انگلیسی: Grading) در مهندسی عمران و ساخت‌وساز معماری چشم‌انداز، کار تضمین یک پایه تراز، یا یک پایه با شیب مشخص، برای یک کار ساختمانی مانند پی، مسیر پایه برای یک جاده یا راه‌آهن، یا چشم‌انداز و باغ است. بهبود یا زهکشی سطحی کارهای خاکی که برای چنین هدفی ایجاد می‌شوند، اغلب به عنوان ترازبندی نهایی نامیده می‌شوند (نمودار را ببینید).

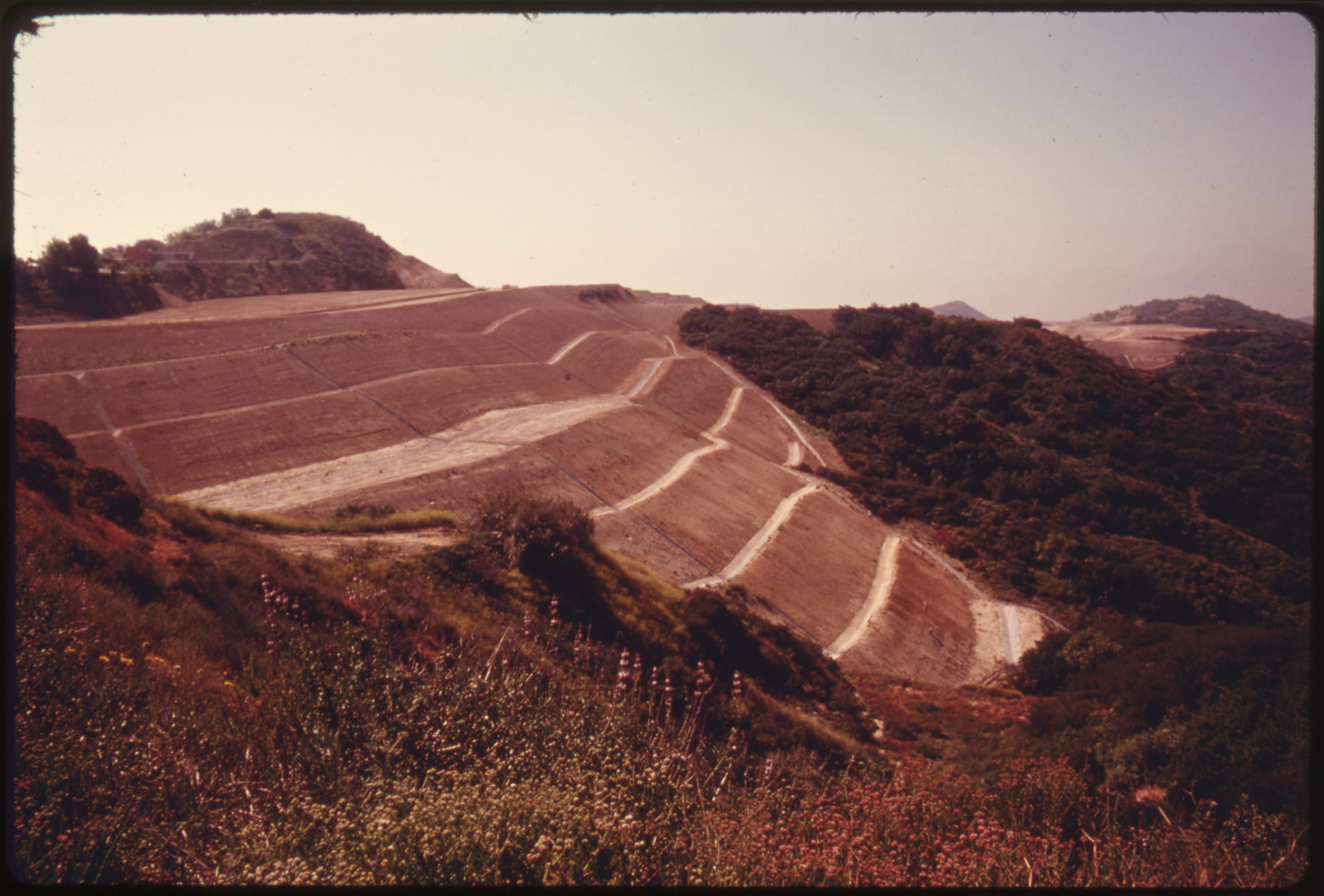
بازتسطیح برای یک بخش فرعی در کوه‌های سانتا مونیکا، لس آنجلس، کالیفرنیا (دهه ۱۹۷۰).

بازتسطیح (Regrading) فرایند تسطیح برای افزایش و/یا کاهش سطح زمین است. از چنین پروژه‌ای می‌توان به عنوان بازتسطیح (regrade) نیز یاد کرد.